# Lowe's
Lowe's Home Improvement Warehouse est une chaîne de distribution américaine spécialisée dans le matériel de construction et de jardinage pour le particulier fondée en 1946. L'entreprise Lowe's possède 1 475 magasins dans 49 États.

## Histoire
La société Lowe's et RONA annoncent, le 3 février 2016, avoir conclu une entente définitive selon laquelle Lowe's propose de faire l'acquisition de toutes les actions ordinaires émises et en circulation de RONA. La transaction, dont la valeur totale se chiffre à 3,2 milliards de dollars CAN, a été approuvée à l'unanimité par les conseils d'administration des deux sociétés. Lowe's Canada a localisé son siège social canadien à Boucherville, au Québec, sous la direction de son PDG Sylvain Prud'homme.
En mai 2017, Lowe's annonce l'acquisition de Maintenance Supply Headquarters, une entreprise spécialisée dans la vente de matériel de construction pour professionnels, pour 512 millions de dollars.